# Céréales Vallée
 (juillet 2019).
Céréales Vallée est un pôle de compétitivité basé en Auvergne-Rhône-Alpes, voué à l'innovation dans les grandes cultures (céréales et oléoprotéagineux). À la suite de sa fusion avec Nutravita en 2019, le Pôle de compétitivité s'appelle désormais Céréales Vallée-Nutravita.   

## Histoire
Labellisé « pôle de compétitivité » en 2005, Céréales Vallée est issu du partenariat ancien dans la région Auvergne-Rhône-Alpes entre l'INRA et le groupe coopératif agricole international Limagrain dans le domaine de la recherche agronomique pour les céréales. 

La création de ce pôle de compétitivité est intervenue dans le cadre d'un appel d'offres au niveau national ayant abouti à la labellisation de 71 pôles en France en 2008, dans divers domaines d'innovation. 

Il se situe sur le Biopôle Clermont-Limagne, à Saint-Beauzire. 
Céréales Vallée fédère les acteurs publics et privés impliqués dans la recherche, l'industrie et la formation des filières grandes cultures. En 2017, il regroupe 100 adhérents
- des industriels : grands groupes (Limagrain, Michelin, Axéréal, ...), des ETI (Clextral, Saint-Jean...), des PME (Carbios, Greentech, Idena, METabolic EXplorer, etc.) et des start-up
- des organismes de recherche et de développement, de formation et les instituts techniques (Inra, Irstea, Arvalis, Terres Inovia, etc.)
- les membres associés (Coop de France, UFS, USIPA, ANMF, etc.)
- les pôles de compétitivité et clusters (Viaméca, Plastipolis, etc.)

En 2018, dans le cadre de l'évolution des pôles de compétitivité et de re-labellistion pour la période 2019-2022 (Phase IV), Céréales Vallée a déposé un projet afin de fusionner avec Végépolys de façon à créer un pôle de compétitivité d'envergure mondiale sur tout le domaine du végétal. 
Dans le même contexte de renforcement, le cluster Nutravita (Cluster d’Excellence Auvergne en nutrition-santé et agroalimentaire) a fusionné le 1er janvier 2019 avec Céréales Vallée. Nutravita a été créé en 2001 et rassemble des acteurs publics et privés (Pileje Industrie, le Centre de Recherche en Nutrition Humaine Auvergne) autour de projets concernant la Nutrition Prévention Santé. Le Pôle s'appelle désormais Céréales Vallée-Nutravita. 

## Activités
Céréales Vallée-Nutravita catalyse l'innovation par son rôle de maillon entre les acteurs de l'innovation dans les filières grandes cultures. Il stimule et facilite le montage et la coordination de projets collaboratifs de recherche et développement, industriels, de formation et de projets à l'international autour de quatre axes thématiques : 
- Production Agricole Durable
- Alimentation Humaine et Animale
- Nutrition Prévention Santé
- Agromatériaux & Biochimie du Végétal

Depuis 2005, le Pôle a labellisé plus de 300 projets pour un montant de plus de 550 millions d'euros.